# (4075) Свиридов
(4075) Свиридов — астероид из главного пояса. Назван в честь депутата Верховного совета СССР и композитора XX века Героя Социалистического Труда Георгия Васильевича Свиридова. Имеет маленький эксцентриситет. Открыт 14 октября 1982 года астрономом Людмилой Георгиевной Карачкиной.

## Орбита
Orbit Diagram